# ام‌پلیر
MPlayer یک نرم‌افزار پخش‌کننده چندرسانه‌ای آزاد و متن‌باز است که برای بیشتر سیستم‌عاملهای موجود مانند لینوکس و دیگر سیستم‌عامل‌های شبه‌یونیکس، مایکروسافت ویندوز، مک اواس و غیره در دسترس و قابل استفاده است.
MPlayer از فرمتهای بسیار گوناگونی پشتیبانی می‌کند.
برنامهٔ دیگری که در تعامل با MPlayer است، می‌جی‌اوآی نام دارد که می‌تواند جریان داده یا فایل ورودی را به فرمت‌های مختلف دیگری تبدیل کند.
MPlayer یک برنامهٔ خط فرمانی است که البته برای آن واسط‌های گرافیکی مختلفی نوشته شده است. واسط‌های گرافیکی‌ای که بیشتر مورد استفاده قرار می‌گیرند gMplayer نوشته شده توسط کتابخانهٔ +GTK، واسط KMPlayer نوشته شده توسط کتابخانه Qt، واسط MPlayer OS X Extended (برای Mac OS X) و MPUI-hcb (برای ویندوز) هستند. واسط‌های گرافیکی چندسکویی نیز موجود است، مانند SMPlayer (برای لینوکس و ویندوز).